# Чаклунство (фільм, 1996)
Чаклунство (англ. The Craft) — американський містичний фільм жахів 1996 року.

## Сюжет
Трьох школярок ненавидять та бояться мало не всі однокласники, бо думають, що це відьми. Це виявляється правдою, але для отримання повної сили тріо потрібна ще одна відьма. Нова школярка Сара Бейлі переходить до класу й незабаром знайомиться з подругами. Отримавши повну силу, відьми починають втілювати свої бажання. Спершу Сара вважає це розвагами, але згодом розуміє жорсткість нових подруг. Вона намагається зупинити все, але залишити ковен (кодло) уже неможливо.

## У ролях
- Робін Танні — Сара Бейли, відьма
- Файруза Балк — Ненсі, відьма
- Нів Кемпбелл — Бонні, відьма
- Рейчел Тру — Рошель, відьма
- Скіт Ульріх — Кріс Гукер, хлопець Сари
- Крістін Тейлор — Лора Лізі
- Брекін Меєр — Мітт
- Ассумпта Серна — Ліріо
- Бренда Стронг — доктор